# Министерство общественных работ и автомобильных дорог Филиппин
Министерство общественных работ и автомобильных дорог Филиппин несет ответственность за безопасность всех проектов в сфере общественных работ. Оно также отвечает за поддержание Филиппинской сети дорог и ирригационной системы.

## История
- 1868 Бюро общественных работ и автомобильных дорог
- 1901 Бюро инженерно-строительных общественных работ и Бюро архитектуры и строительства
- 1905 Бюро общественных работ
- 1921 Министерство торговли и коммуникаций
- 1931 Министерство общественных работ и коммуникаций
- 1935 Бюро общественных работ, портов, авиации
- 1946 Бюро общественных дорог
- 1951 Департамент общественных работ, транспорта и связи
- 1954 Бюро автомобильных дорог общего пользования
- 1973 Министерство общественных работ, транспорта и связи
- 1987 Министерство общественных работ и автомобильных дорог